# Fimbristylis lanceolata
Fimbristylis lanceolata är en halvgräsart som beskrevs av Charles Baron Clarke. Fimbristylis lanceolata ingår i släktet Fimbristylis och familjen halvgräs. Inga underarter finns listade i Catalogue of Life.